# Albert van Hoobrouck de Fiennes
Albert Marie Ghislain van Hoobrouck, ook Van Hoobrouck de Fiennes, (Gent, 21 oktober 1800 - Mechelen, 5 juli 1871) was een Belgisch industrieel en volksvertegenwoordiger.

## Biografie

### Familie
Albert van Hoobrouck de Fiennes was een telg uit de familie Van Hoobrouck. Hij was een zoon van keizerlijk officier Hubert-François Van Hoobrouck en Marie-Camille de Kerchove d'Exaerde. Hij trouwde in 1822 in Gent met Constance van Hoobrouck de Mooreghem. Hij was de neef van volksvertegenwoordiger Eugène François van Hoobrouck de Mooreghem en de schoonbroer van senator Eugène Marie van Hoobrouck de Mooreghem.
Hij behoorde tot een familie die sinds 1658 tot de adel in de Zuidelijke Nederlanden behoorde. Hij vroeg geen adelsbevestiging aan, die pas in 1888 aan zijn vier zoons en zijn dochter werd verleend. Zijn broer, François van Hoobrouck (1790-1844), vroeg in 1816 wel de adelsbevestiging aan onder het Verenigd Koninkrijk der Nederlanden, maar omdat hij de vereiste formaliteiten niet vervulde, werd de benoeming geannuleerd.

### Loopbaan
Van Hoobrouck was textielindustrieel als bestuurder van de vlasspinerij Société Linière Gantoise en bankier als bestuurder van de Banque des Flandres.
Hij was katholiek of unionistisch volksvertegenwoordiger voor het arrondissement Eeklo van 1832 tot 1835. Hij werd in 1836 volksvertegenwoordiger voor het arrondissement Sint-Niklaas en vervulde dit mandaat tot in 1843.